# Kuehneotherium praecursoris
Kuehneotherium praecursoris Kermack et al., 1968 è un mammifero primitivo appartenente all'ordine Symmetrodonta. Visse tra il Triassico superiore (Retico, circa 201,6 milioni di anni fa) e il Giurassico inferiore (Sinemuriano, circa 189,6 milioni di anni fa) e i suoi fossili sono stati per lo più rinvenuti in Groenlandia, Regno Unito, Francia e Lussemburgo.
I reperti comprendono solo un molare superiore, nove denti e quattro frammenti dentari. È stato descritto dai paleontologi Doris Mary Kermack, Kenneth A. Kermack e Frances Mussett.